# 李昊祯
李昊祯（1989年1月3日—），是一名中国足球运动员，身材高大，司职后卫，曾经入选中国国家青年队，目前效力上海申鑫。